# Frederick Mario Fales
Frederick Mario Fales (Baltimora, 23 maggio 1946 – Roma, 15 aprile 2024) è stato un assiriologo e orientalista italiano.

## Biografia
Fu professore ordinario di Storia del Vicino Oriente antico presso l'Università di Udine dal 1994 al 2016. Il suo campo di studi principale fu l'impero Neo-Assiro, particolarmente nei suoi aspetti amministrativi. Fu autore di una vastissima produzione accademica, composta da articoli, monografie e curatele.

## Pubblicazioni

### Monografie
- Censimenti e catasti di epoca neo-assira (Studi economici e tecnologici, 2), Roma, 1973.
- Cento lettere neo-assire, Venezia, 1983.
- Aramaic Epigraphs on Clay Tablets of the Neo-Assyrian Period (Studi semitici N.S. 2), Roma, 1986.
- Prima dell’alfabeto. La storia della scrittura attraverso testi cuneiformi inediti, Venezia, 1989.
- Lettere dalla corte assira, Venezia, Marsilio, 1992.
- (con N. Postgate) Imperial Administrative Records, Part I: Palace and Temple Administration (State Archives of Assyria VII), Helsinki, 1992.
- (con N. Postgate) Imperial Administrative Records, Part II: Provincial and Military Administration (State Archives of Assyria XI), Helsinki, 1995.
- (con L. Jakob-Rost e E. Klengel-Brandt)  Neuassyrische Rechtsurkunden I, Berlin, 1996.
- Siria. Guida all’archeologia e ai monumenti, Venezia, Marsilio, 1997.
- L’impero assiro. Storia e amministrazione (IX-VII sec. a.C.), Roma-Bari, Laterza, 2001.
- Saccheggio in Mesopotamia. Il Museo di Baghdad dalla nascita dell’Iraq a oggi, Udine, Forum, 2004.
- Guerre et paix en Assyrie. Religion et impérialisme, Paris, Editions du Cerf, 2010.
- (con G. F. Grassi) L'aramaico antico: storia, grammatica, testi commentati, Udine, Forum, 2016.

### Curatele
- Assyrian Royal Inscriptions: New Horizons, Roma, Istituto per l'Oriente, 1981.
- (con C. Grottanelli) Soprannaturale e potere nel mondo antico e nelle società tradizionali, Milano, 1984.
- (con B.J. Hickey) Austen Henry Layard tra l’Oriente e Venezia. Symposium internazionale, Roma, L'Erma” di Bretschneider, 1987.
- (con L. Milano, S. De Martino e G. B. Lanfranchi) Landscapes. Territories, Frontiers, and Horizons in the Ancient Near East. Proceedings of the XLIV Rencontre Assyriologique Internationale,, Venezia, Padova, Sargon, 1999-2000.
- (con D. Morandi Bonacossi) Mesopotamia e Arabia: scavi archeologici e studi territoriali delle Università trivenete (1994‒1998), Venezia, Istituto Veneto di Scienze, Lettere e Arti, 2004.
- (con  L. Bachelot) Tell Shiukh Fawqani, 1994‒1998, I‒II, Padova, Sargon, 2005.
- (con G. F. Grassi) CAMSEMUD 2007. Proceedings of the 13th Italian Meeting of Afro-Asiatic Linguistics, Padova, Sargon, 2010.
- Crossings ‒ Ponti sull’Atlantico. Testi in ricordo di Regina Soria, Napoli, Liguori, 2011.
- (con R. del Fabbro e H. D. Galter) Headscarf and Veiling Glimpses from Sumer to Islam, Venezia, Edizioni Ca' Foscari, 2021.

### Articoli e contributi scelti
- On Aramaic Onomastics in the Neo-Assyrian Period, in Oriens Antiquus, vol. 16, 1977,  pp. 41-68.
- A List of Assyrian and West Semitic Women‟s Names, in Iraq, vol. 41, 1979,  pp. 55-73.
- New Assyrian Letters from the Kuyunjik Collection, in Archiv für Orientforschung, vol. 27, 1980,  pp. 136-153.
- A Literary Code in Assyrian Royal Inscriptions: The Case of Ashurbanipal's Egyptian Campaigns, in Assyrian Royal Inscriptions: New Horizons in Literary, Ideological and Historical Analysis (Orientis Antiqui Collectio 17), Roma, Istituto per l'Oriente, 1981,  pp. 169-202.
- The Two Lions: Layard between Assyria and Venice, in Bulletin of the Canadian Society for Mesopotamian Studies, vol. 16, 1988,  pp. 7-11.
- Arameans and Chaldeans: Environment and Society, in The Babylonian World, London-New York, Routledge, 2007,  pp. 288‒298.
- On Pax Assyriaca in the Eighth ‒ Seventh Centuries BCE and Its Implications, in Isaiah’s Vision of Peace in Biblical and Modern International Relations, New York, Springer, 2008,  pp. 17-35.
- Multilingualism on Multiple Media in the Neo-Assyrian Period: A Review of the Evidence, in State Archives of Assyria Bulletin, vol. 16, 2008,  pp. 95-122.